# Église Saint-Barthélemy d'Argelos
L’église Saint-Barthélzmy d’Argelos est un lieu de culte catholique situé sur la commune  d’Argelos, dans le département français des Landes. Elle est rattachée à la paroisse de Saint-Girons-en-Chalosse et au diocèse d’Aire et Dax.  

## Localisation et description
L’église est située à l’est de la commune et au sud du bourg, route du Luy France.
Elle est constituée de trois vaisseau voûtés d’ogives et éclairés par des fenêtres en plein cintre, prolongés par une sacristie, une abside et deux absidioles semi-circulaire. Elles font office de chapelles dédiées à la Vierge et à saint Joseph. Le clocher porche carré est surmonté d’une flèche en ardoise. Les murs sont constitués de moellon alios et calcaire de Gaujacq, tandis que les angles sont en briques et pierre.

## Histoire
La première église est érigée au XIIe siècle et démolie en 1875. Ses seuls vestiges sont les deux chapiteaux pseudo corinthiens placés sur la façade actuelle.
Le devis pour l’église actuelle est daté de 1873 et réalisé par Romain Cazenave et la date de la fin de la construction inscrite sur le porche est 1876.